# Nematocarcinus faxoni
Nematocarcinus faxoni is een garnalensoort uit de familie van de Nematocarcinidae. De wetenschappelijke naam van de soort is voor het eerst geldig gepubliceerd in 2001 door Burukovsky.